# Sergiusz Kostecki
Sergiusz Kostecki, pseud. "Czarny", od jesieni 1939 r. zaangażowany w działalność "Grunwaldu", na przełomie 1939/1940 roku objął funkcję komendanta okręgu pomorskiego KOP, którą przekazał Pawłowi Piątkowskiemu po swoim przejściu do Polskiej Armii Powstania. W styczniu 1945 r. przejął obowiązki komendanta PAP.